# Tekst prawny
Tekst prawny – treść aktu normatywnego lub innego aktu prawnego wyrażona w języku prawnym, w odróżnieniu od tekstów prawniczych wyrażonych językiem prawniczym (komentarze, glosy, publikacje naukowe, pomoce dydaktyczne, artykuły prasowe).
Tekst prawny budowany jest za pomocą jednostek systematyzacyjnych (np. część, dział, tytuł) oraz jednostek redakcyjnych (tzw. przepisy).